# M3 (kétéltű komp és pontonhíd)
Az M3 kétéltű komp és pontonhíd egy nehéz járművek (pl. harckocsik) folyami átkelését szolgáló szerkezet, amelyet a német Eisenwerk Kaiserslautern (ma már GDELS) fejlesztett ki és mutatott be 1992-ben. A 4x4 kerékképletű jármű pontonjai kinyitása után a vízbe csobbanva akár 70 tonnás járműveket is szállíthat kompként a két part között. 8 jármű összecsatlakozva egy 100 méter hosszú pontonhidat alkothat. Az M3 máig a legjobb és legsokoldalúbb kétéltű komp és pontonhíd, amelyet számos ország használ.

## Kialakítás és jellemzők
Az M3 egy 4 × 4 kerékképletű kétéltű jármű, amely vízbe érést megelőzően oldalra lehajtja a tetején hordozott pontonjait és így már akár 77 tonnás tömegű terheket is képes vízen szállítani. (A hivatalos NATO szerinti tömegkategóriája: MLC 85T/132W)
A 28 tonnás jármű úton 80 km/óra sebességre képes míg vízen leterheltség (merülés) függvényében 9-14 kilométert képes megtenni óránként. 60 fokos emelkedőre is képes felkapaszkodni, ami a meredek partszakaszok megközelítése miatt fontos szempont.
A jármű vízfelszíni manőverező-képessége kiváló, mivel két vízsugár-hajtóművének fúvókái 360 fokban körbeforgathatóak. 3,5 m/s folyássebességű folyókon is elboldogul (pl. Duna Budapestnél 0,5 m/s sebességű) és 1,05 méteres vízben sem feneklik meg.
Két M3 összekapcsolva képes egy harckocsit (MBT) kompként szállítani, de három összekötésével akár kettőt is át szállíthatnak a túl partra. 8 jármű összecsatlakozva egy 100 méter hosszú pontonhidat alkothat, amelyhez 24 embernek 15 percre van szüksége.
A 2016-os lengyelországi Anaconda 2016 hadgyakorlat során brit és német műszaki alakulatok 30 db M3-as összekapcsolásával egy 350 méter hosszú ponton hidat hoztak létre Visztula-folyón mindössze 35 perc alatt. A britek az M3-asokat Irak 2003-as inváziójakor is bevetették.

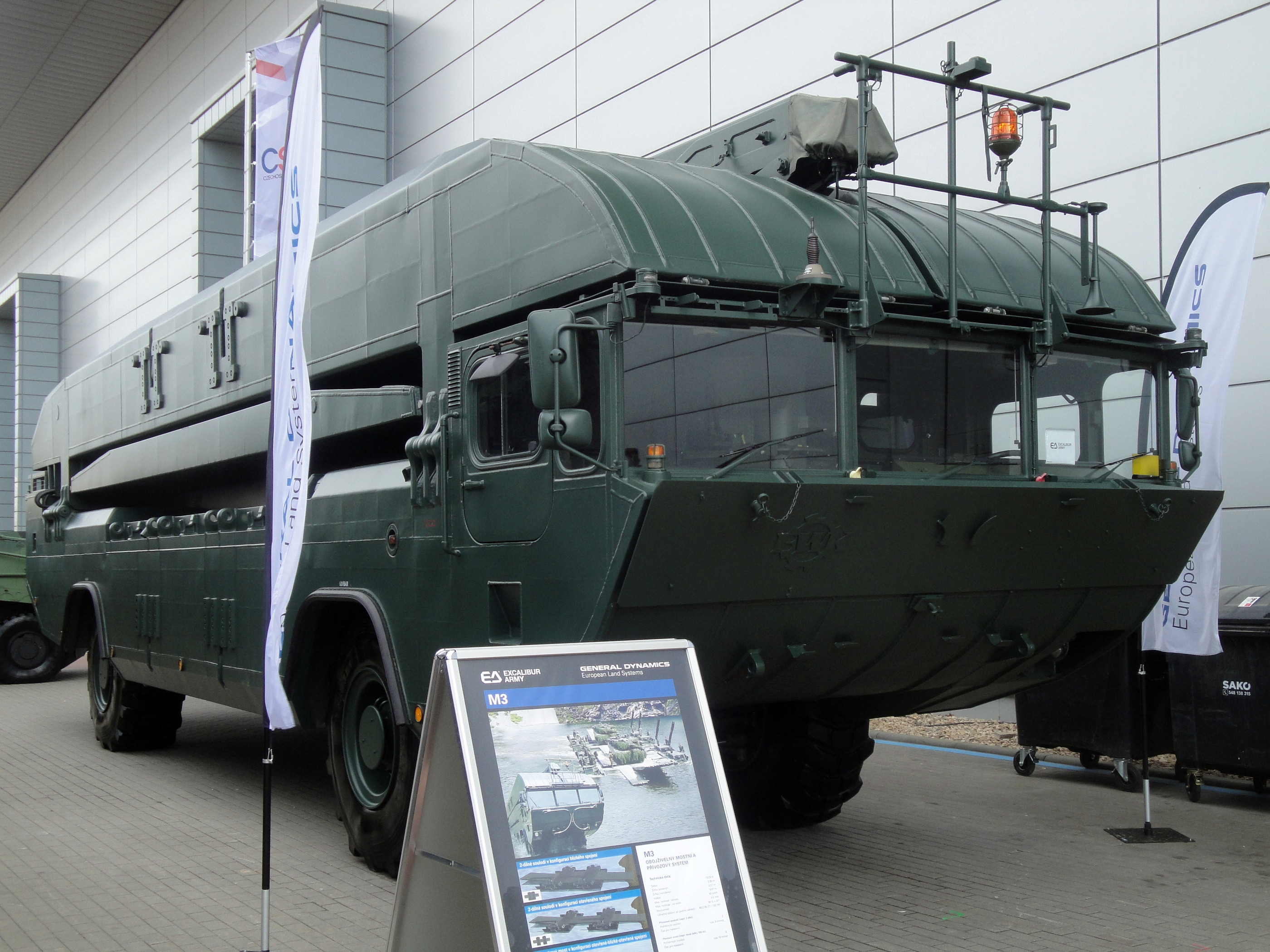
M3 egy kiállításon
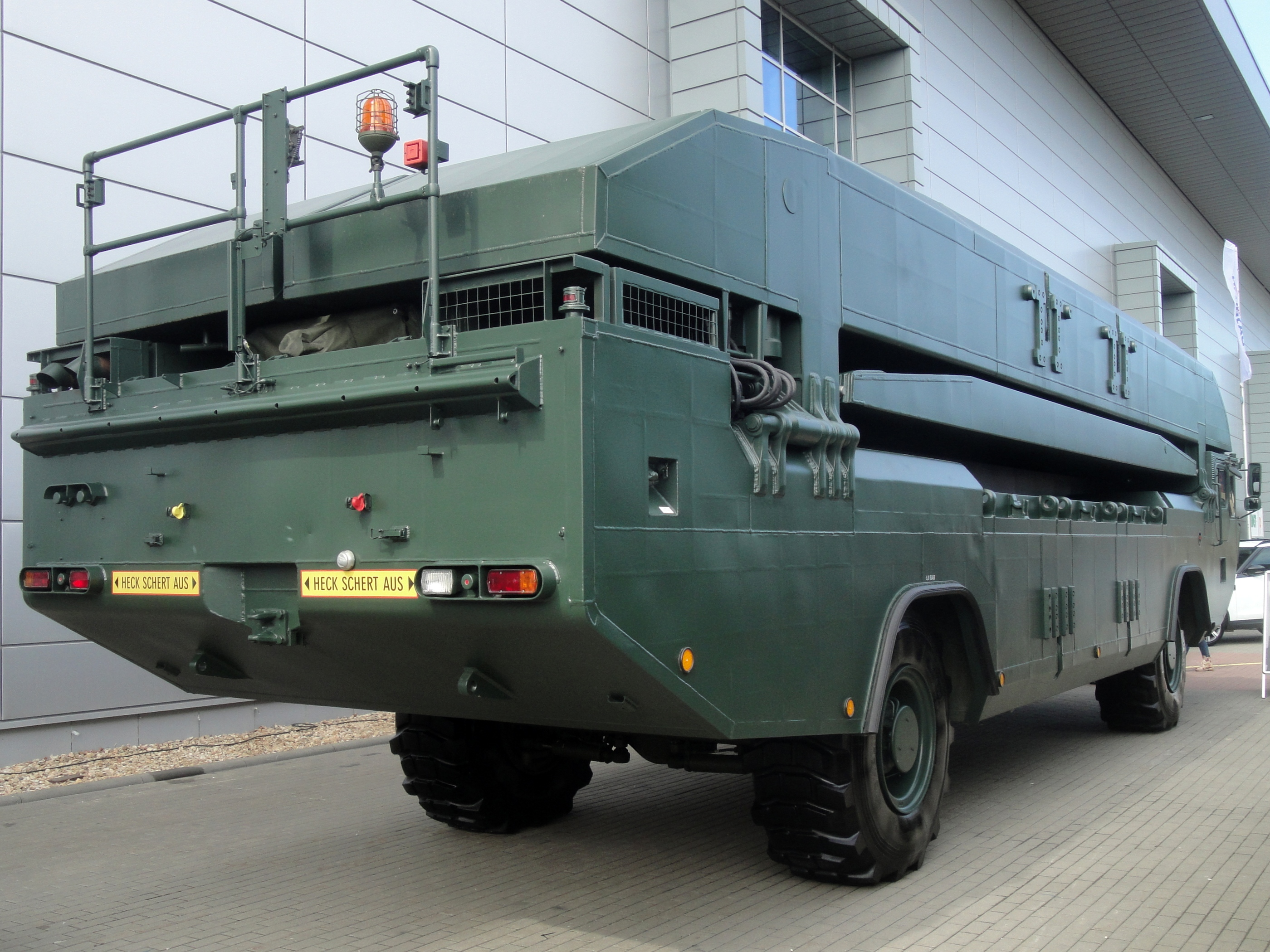
M3 hátulról
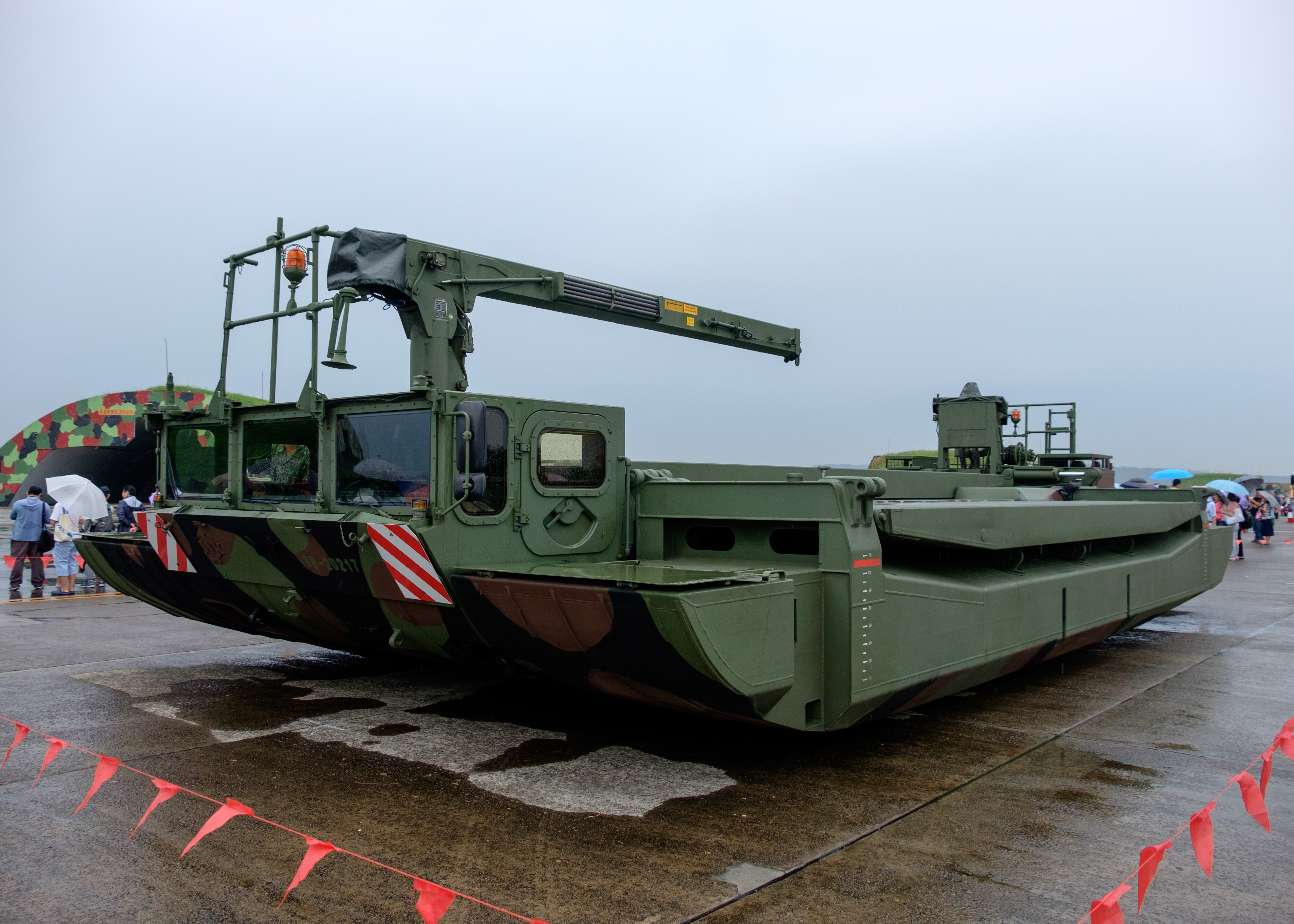
M3 szétnyitva, kompként
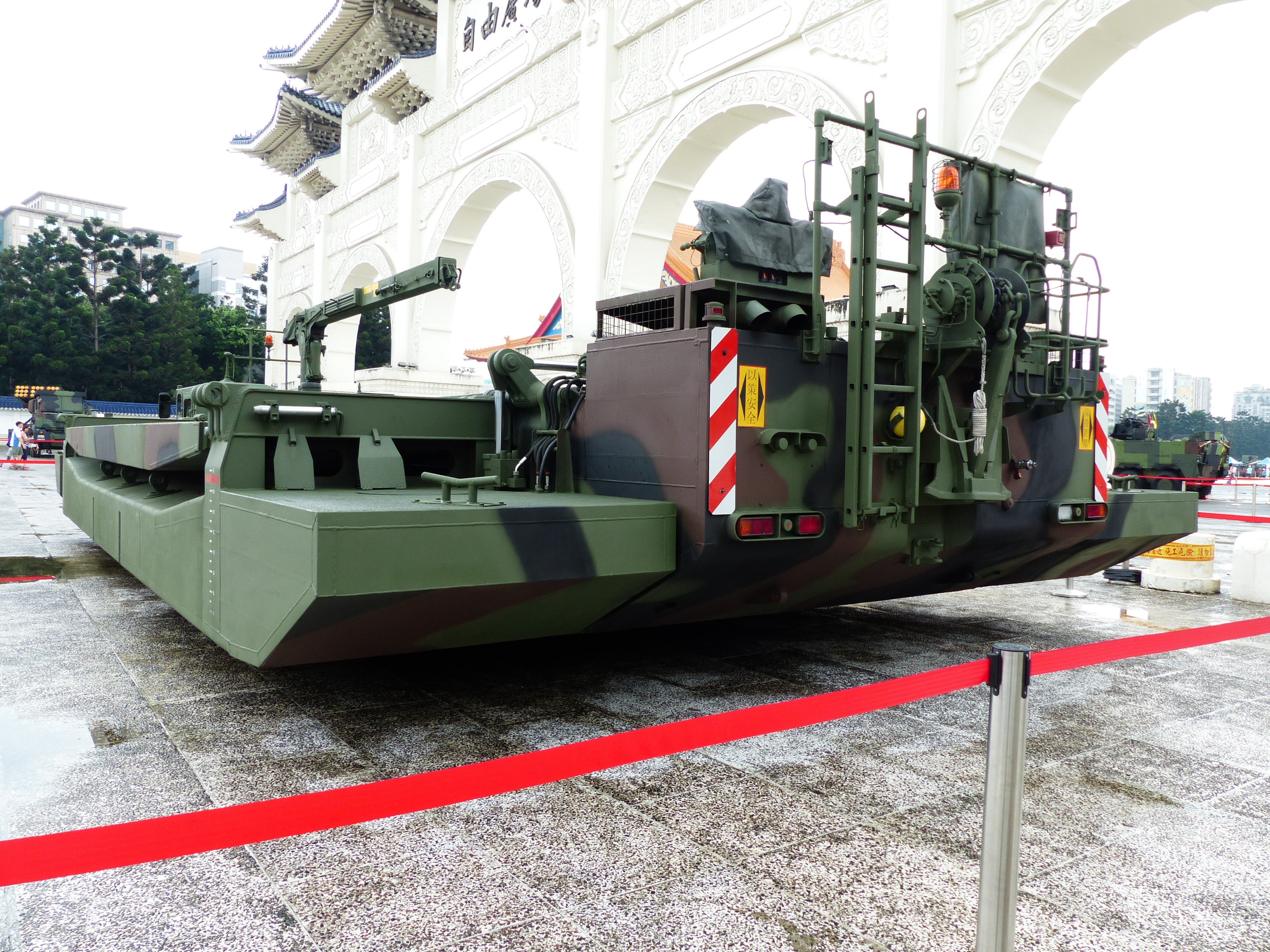
M3 vezető állása vízi működésnél
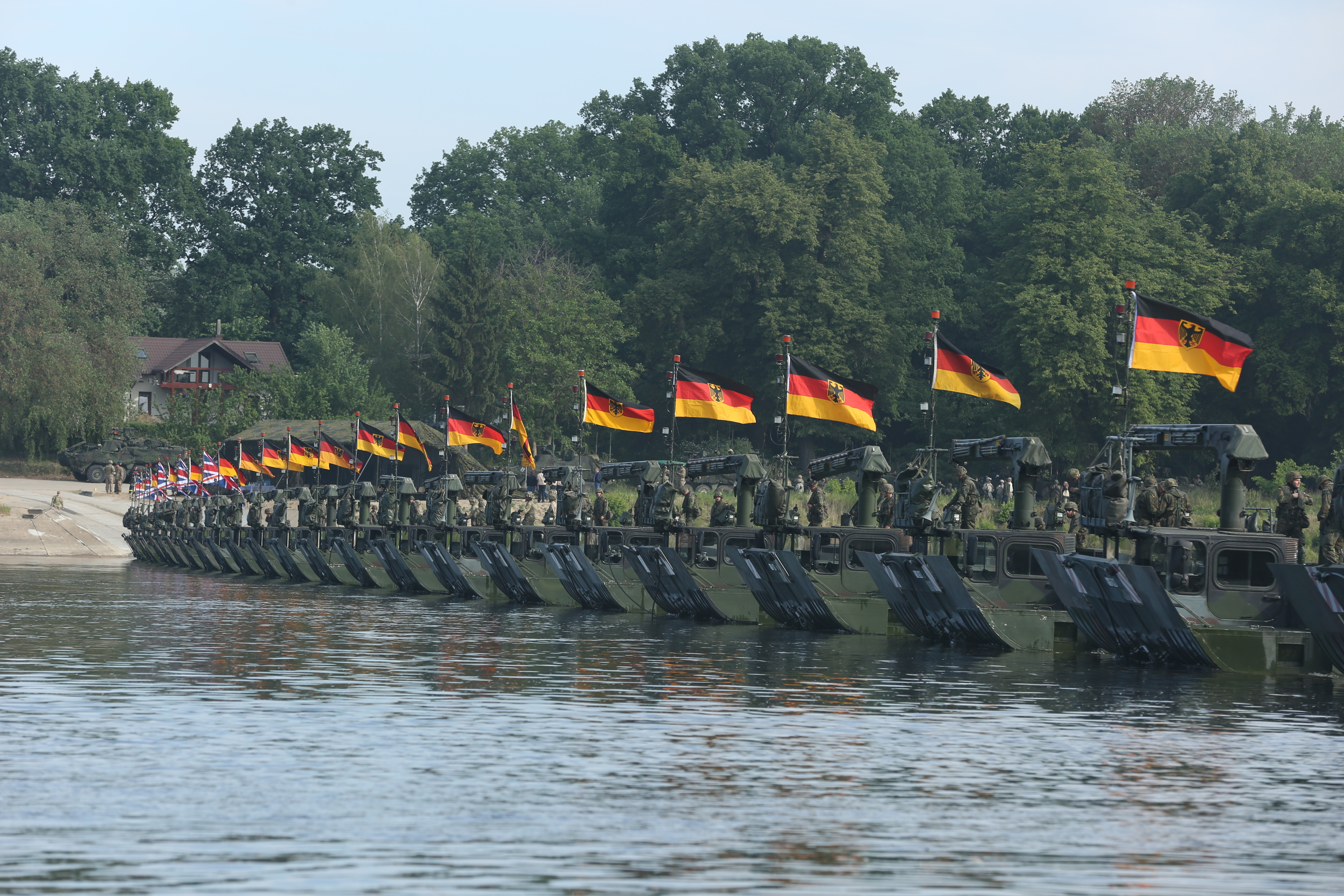
A 350 méteres ponton híd 28 M3-asból a Visztula folyón
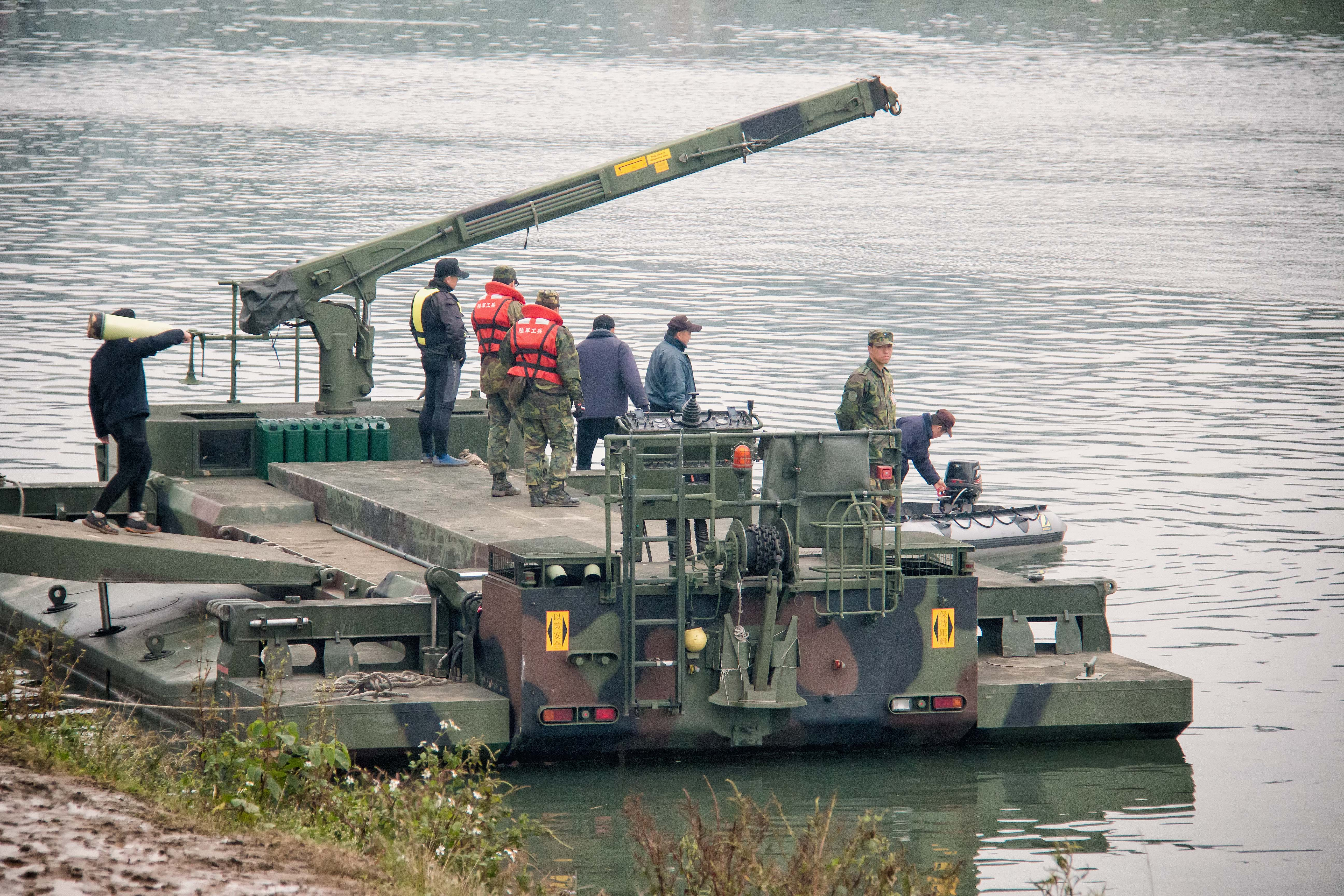
M3 a vízen
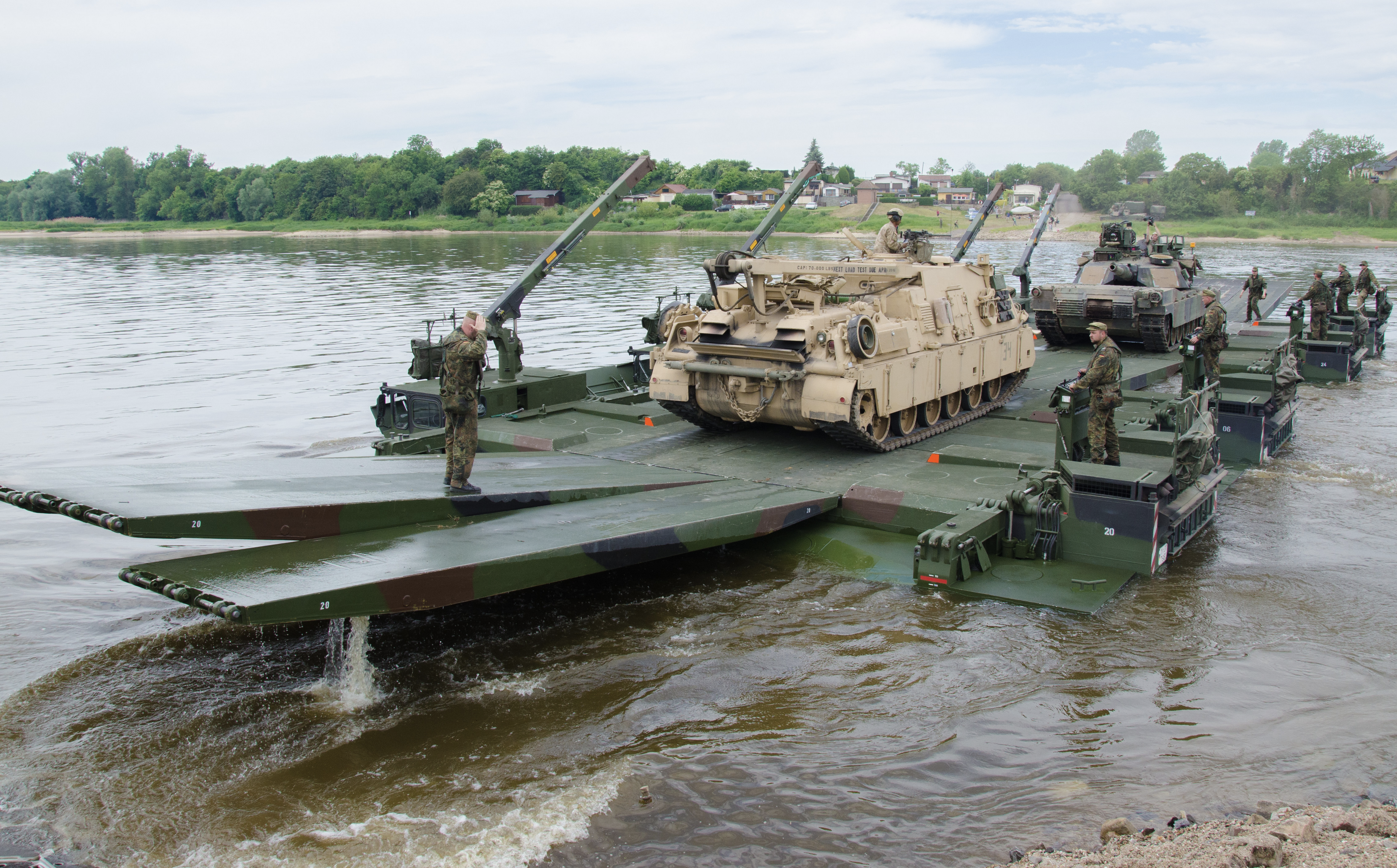
M3 amerikai harckocsikkal
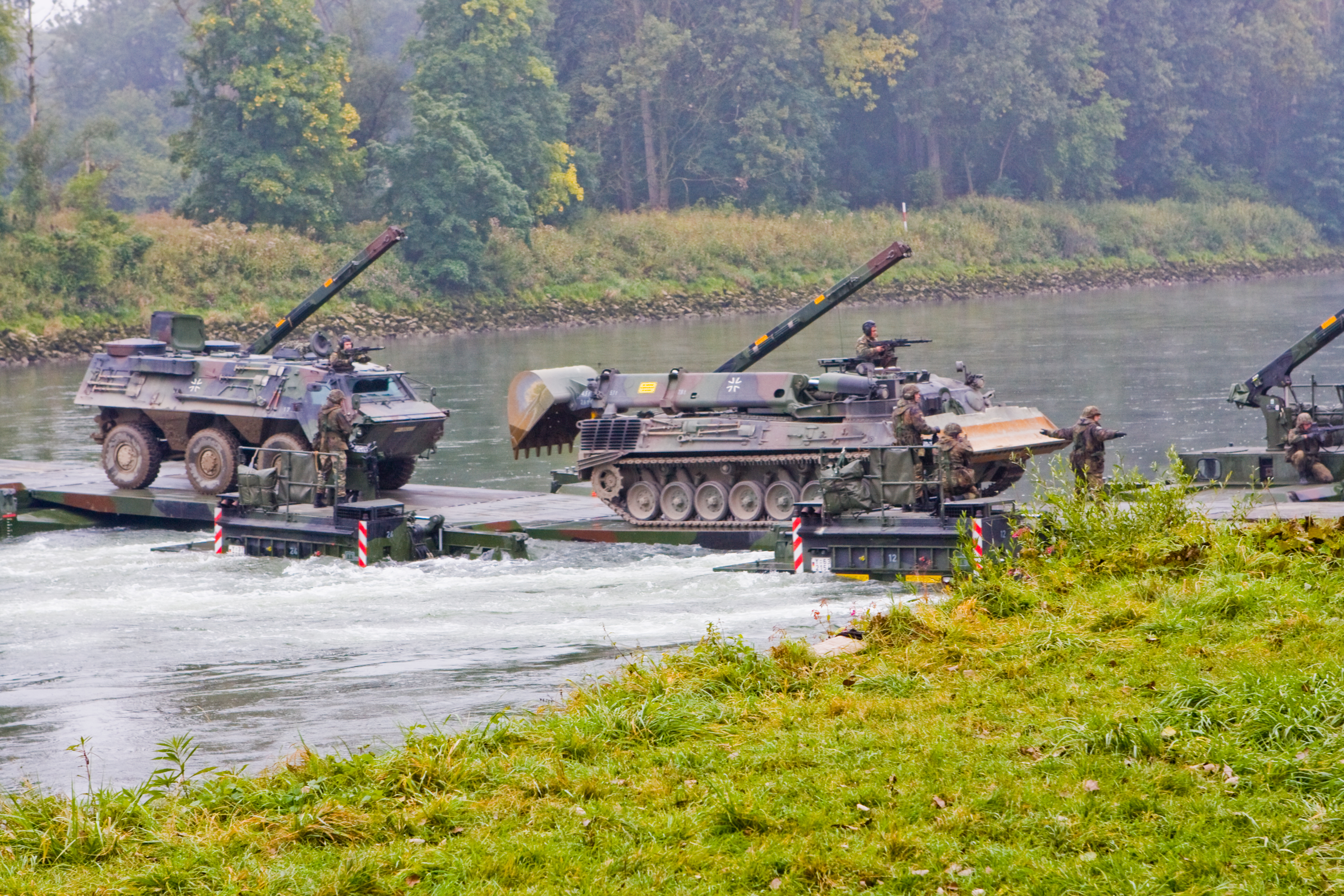
Német páncélosok kelnek át egy M3-asokból álló hídon

## Rendszeresítők
- Németország – 30 jármű szolgálatban
- Indonézia
- Tajvan
- Szingapúr
- Egyesült Királyság – 10 jármű szolgálatban
- Brazília
- Dél-Korea – mintegy 100 jármű licencgyártását tervezik 2023-tól. A projekt teljes értéke 460 millió USD.[4]
- Ukrajna – 6 darab M3-ast kaptak Hollandiától[5]
- Svédország – 12 járművet rendszeresítenek 2024-től[6]